# Zárt ajtók mögött
A Zárt ajtók mögött (eredeti cím: La casa de al Lado) 2011 és 2012 között vetített amerikai telenovella, amelyet Luis Manzo és Ricardo Schwarz rendezett. A főbb szerepekben Maritza Rodríguez, Gabriel Porras, Miguel Varoni, Catherine Siachoque, David Chocarro és Ximena Duque látható.
Amerikában a Telemundo 2011. május 31-én, Magyarországon 2012. április 24-én a Sorozat+ mutatta be.

## Történet
A Conde-család - Renato, Eva, Ignacia, Emilio és Carola - egy gazdag, befolyásos és gyönyörű család. 6 hónappal ezelőtt súlyos tragédia történt itt. A legidősebb lánynak, Ignacia-nak a férje, Adolfo, lezuhant a ház emeleti ablakából. Adolfo ikertestvére, Leonardo kerekesszékben él a Conde-házban.
6 hónappal később, rövid ismeretség után Ignacia feleségül megy Gonzalo Ibañezhez. Gonzalo tudni szeretné, hogy Adolfo halála valóban baleset volt, vagy esetleg gyilkosság. Hamarosan egyre több rejtély és gyilkosság veszi körül a családot. Minden jel arra utal, hogy Adolfo él. Ő kísért, vagy valaki visszaél a nevével? 
A szomszédban él a Ruiz-család. Javier, egy nagy tekintélynek örvendő befolyásos ügyvéd, akinek a Conde-cégnél betöltött kiváltságos helyzetét veszélyezteti Gonzalo jelenléte. Pilar, a felesége pszichológus. Két gyermekük van, Andrea és Diego. Látszólag boldog család. Ám a Conde-családban és környezetében semmi sem az aminek látszik.

## Szereplők
| Színész                  | Szerepnév                                                    | Megjegyzés | Magyar hang         |
| ------------------------ | ------------------------------------------------------------ | --- | ------------------- |
| Maritza Rodríguez        | Pilar Arismendi Fisterra de Ruiz / Raquel Arismendi Fisterra | Ikrek, Cecilia lányai. Pszichológus, Javier felesége, Diego és Andrea édesanyja, Rebeca testvére / Pszichopata, a 'La casa de al lado' című könyv szerzője | Agócs Judit         |
| Gabriel Porras           | Gonzalo Ibáñez Rivero-Gallegos / Iñaki Mora                  | Ügyvéd, Ignacia második férje | Tóth Roland         |
| Miguel Varoni            | Javier Ruiz                                                  | Ügyvéd, Pilar férje, Diego és Andrea édesapja | Jakab Csaba         |
| Catherine Siachoque      | Ignacia Conde Spencer Vda. de Acosta / de Ibáñez             | Festő, Renato és Eva fogadott lánya, Carola és Emilio 'testvére'                                                                                           | Farkasinszky Edit   |
| David Chocarro           | Adolfo Acosta (Ismael Mora) / Leonardo Acosta (Iván Mora)    | Igor és Mabel fiai. Ignacia első férje / Ignacia sógora | Markovics Tamás     |
| Karla Monroig            | Rebeca Arismendi Fisterra                                    | Ügyvéd, Pilar és Raquel testvére | F. Nagy Erika       |
| Ximena Duque             | Carola Conde Spencer                                         | Renato és Eva fogadott lánya, Ignacia és Emilio 'testvére'                                                                                                 | Szabó Zselyke       |
| Jorge Luis Pila          | Matías Santamaría Hurtado                                    | Ügyvéd, Rebeca vőlegénye | Szatmári Attila     |
| Angélica María           | Cecilia Fisterra Vda. de Arismendi                           | Pilar és Raquel édesanyja, Rebeca mostohaanyja | Szabó Éva           |
| Daniel Lugo              | Renato Conde                                                 | Eva férje; Ignacia, Emilio és Carola nevelőapja | Mihályi Győző       |
| Felicia Mercado          | Eva Spencer de Conde                                         | Renato felesége; Ignacia, Emilio és Carola nevelőanyja | Kovács Nóra         |
| Henry Zakka              | Igor Mora                                                    | Mabel férje, Adolfo/Ismael, Leonardo/Iván és Gonzalo/Iñaki/Roberto édesapja, korábban Renato üzlettársa                                                    | Pálfai Péter        |
| Sofía Lama               | Hilda González                                               | Yolanda és Nibaldo unokahúga, cseléd a Conde-házban | Kelemen Kata        |
| Orlando Fundichely       | Dr. Sebastián Andrade                                        | Orvos, Pilar exvőlegénye | Bozsó Péter         |
| Gabriel Valenzuela       | Emilio Сonde Spencer                                         | Renato és Eva fogadott fia, Ignacia és Carola 'testvére'                                                                                                   | Varga Gábor         |
| Martha Pabón             | Mabel de Mora                                                | Igor felesége, Adolfo/Ismael, Leonardo/Iván és Gonzalo/Iñaki/Roberto édesanyja                                                                             | Szórádi Erika       |
| Rosalinda Rodríguez      | Karen Ortega                                                 | Házvezetőnő a Ruiz-házban | Zakariás Éva        |
| Héctor Fuentes           | Nibaldo Ernesto González                                     | A Conde-család sofőrje, Hilda nagybátyja | Megyeri János       |
| Vivián Ruíz              | Yolanda Sánchez de González                                  | Házvezetőnő a Conde-házban. Hilda nagynénje | Náray Erika         |
| Alexandra Pomales        | Andrea Ruiz Arismendi                                        | Javier és Pilar lánya, Diego testvére | Gulás Fanni         |
| Andrés Cotrino           | Diego Ruiz Arismendi                                         | Javier és Pilar fia, Andrea testvére | Boldog Gábor        |
| Adela Romero             | Teresa Sandoval                                              | Ignacia ápolónője | Kokas Piroska       |
| Adriana Oliveros         | Carmen Soto                                                  | Carola édesanyja | Kökényessy Ági      |
| Alejandra Corujo         | Ximena Labarca                                               | Ingatlanügynök | Menszátor Magdolna  |
| Arianna Coltellacci      | Marisol Merino                                               | Emilio asszisztense, Ricardo testvére | Ábel Anita          |
| Ariel Texido             | Danilo Salas                                                 | Carola barátja, Adolfo/Ismael bűntársa | Varju Kálmán        |
| Carlos Cuervo            | 'Iñaki Mora'                                                 | Ál Iñaki Mora, színész | Gubányi György      |
| Carlos Fontané           | Ricardo Merino                                               | Pilar korábbi páciense, Marisol testvére | Barabás Kiss Zoltán |
| Cristina Figarola        | Rosa Munita Yen                                              | Ismael/Adolfo szeretője és bűntársa | Németh Borbála      |
| Fidel Pérez Michel       | Dr. Alfonso                                                  | Orvos, Javier barátja | Vass Gábor          |
| Gerardo Riverón          | Pedro Martínez                                               | Kertész a Conde-házban | Imre István         |
| Isaniel Rojas            | Efraín Donoso Santibáñez                                     | Emberrabló | Kardos Róbert       |
| Juan Cepero              | Mario                                                        | Carola édesapja | Mikula Sándor       |
| Julio Torresoto          | Salvador Hudson                                              | Könyvtáros | Csuha Lajos         |
| Maria Malgrat            | Hortensia Polo                                               | Evangelina Acosta testvére | Zsurzs Kati         |
| Miguel Augusto Rodríguez | Omar Blanco                                                  | Carola barátja | Láng Balázs         |
| Mildred Quiroz           | Gretta                                                       | Escort ügynökség tulajdonosa, ahol Emilio dolgozik | Solecki Janka       |
| Nini Vásquez             | Lidia Mosquera                                               | Adolfo exbarátnője | Martin Adél         |
| Rafael Robledo           | Ramírez                                                      | Rosa Parks School igazgatója | Kapácsy Miklós      |
| Raúl Arrieta             | Israel Mendoza                                               | Luis édesapja | Papp Dániel         |

## Fordítás
- Ez a szócikk részben vagy egészben  a   La Casa de al Lado című angol Wikipédia-szócikk fordításán alapul.  Az eredeti cikk szerkesztőit annak laptörténete sorolja fel. Ez a jelzés csupán a megfogalmazás eredetét és a szerzői jogokat jelzi, nem szolgál a cikkben szereplő információk forrásmegjelöléseként.